# Žilinská dohoda
Žilinská dohoda z října 1938 se stala faktickým vyhlášením slovenské autonomie. Dohoda byla ujednáním mezi na Slovensku působícími politickými subjekty o společném prosazování zákona o autonomii Slovenska, který pocházel z dílny Hlinkovy slovenské lidové strany (HSĽS), a zahrnovala také ľuďáky připravený fašizoidní Manifest slovenského národa.

## Jednání vŽilině
Již 19. září 1938 zveřejnila HSĽS rezoluci, ve které požadovala samosprávné postavení Slovenska podle ustanovení Pittsburské dohody. 22. září 1938 pak připravila pro vedení HSĽS svou čtyřbodovou rezoluci i Hlinkova garda, která se začala formovat na konci května 1938 jako protižidovská a protičeská formace. Rezoluce požadovala neopuštění zásad Pittsburské dohody, dohodu s českou reprezentací jen pod podmínkou autonomie Slovenska, předání vedení Slovenska do rukou HSĽS, dokud se poměry nezklidní, a předání bratislavského radiožurnálu do rukou HSĽS. 4. října 1938 dala HSĽS ústřední vládě lhůtu 24 hodin na vyhlášení autonomie.
Téhož dne přicestovali do Žiliny první delegáti Hlinkovy slovenské lidové strany (HSĽS), kteří se zabývali vnitrostranickými otázkami. Diskuse se zkomplikovala poté, co se ukázalo, že kromě zastánců autonomie existuje ve straně i nezanedbatelné křídlo zastánců okamžité nezávislosti. 5. října již byl v Žilině přítomen nejen výkonný výbor HSĽS, ale i zástupci na Slovensku působících politických stran (agrárníci, lidovci, národní socialisté, zástupci národního sjednocení, fašisté) a rusínští poslanci. Další jednání probíhala téhož dne v Ružomberku.
Přítomní zástupci politických stran uzavřeli 6. října 1938 v Katolickém domě v Žilině dohodu, která vyhlásila autonomní slovenskou vládu, do jejíchž rukou byla odevzdána moc zákonodárná i výkonná nad Slovenskem. K dohodě se o den později připojila i sociální demokracie.
Vedle samotné dohody byl přijat i Manifest slovenského národa připravený ľuďáky, v němž bylo vyjádřeno přimknutí k národům, jež bojují proti „marxisticko-židovské ideologii rozvratu a násilí“. Účastníci se dohodli, že bude zveřejněna jen Žilinská dohoda, tiskový orgán HSĽS Slovák však již 7. října 1938 vydal plné znění Manifestu a k samotné Žilinské dohodě jen uvedl, že byla přijata dohoda o autonomním postavení Slovenska.
Jakmile byla z balkonu Katolického domu 6. října 1938 vyhlášena autonomie, zorganizovali ve městě ľuďáci protičeskou demonstraci a došlo k několika výtržnostem.

## Slovenská vláda
5. října 1938 se dr. Edvard Beneš vzdal své prezidentské funkce. Pravomoci prezidenta tak přešly na vládu. Ta 6. října 1938 jmenovala Jozefa Tisa ministrem pro správu Slovenska. Tiso v pátek 7. října 1938 podal premiéru gen. Syrovému návrh na jmenování čtyř dalších ministrů. Vláda tak téhož dne jmenovala Matúše Černáka, profesora státní reálky v Bratislavě, poslance Pavola Teplanského, poslance Jána Lichnera a dr. Ferdinanda Ďurčanského, advokáta v Bratislavě, ministry. 8. října si ministři rozdělili agendu: Tiso byl premiérem a ministrem vnitra, Černák měl na starost školství, dr. Ďurčanský spravedlnost, sociální péči a zdravotnictví, min. Teplanský zemědělství, veřejné práce a finance a konečně Lichner dopravu.
Slovenská autonomní vláda byla v této fázi součástí pražské ústřední vlády. Česká představa počítala se vznikem zemských vlád, které by tvořily ústřední vládu. Zahraniční politika, armáda a finance měly být společné, stejně jako funkce státního prezidenta. Slovenská představa však počítala s naprosto nezávislou slovenskou vládou, která bude rozhodovat i o zahraničněpolitických a vojenských otázkách.
7. října 1938 byla v Bratislavě oficiálně založena Hlinkova garda, jejímž „doživotním“ velitelem se stal populární Karol Sidor. 9. října zastavili slovenští ministři na Slovensku činnost Komunistické strany.
HSĽS dlouhodobě operovala s požadavkem vysídlení Čechů ze Slovenska, což mohlo být realizováno se slovenskou autonomií. Již v říjnu se začali především ministři Černák a Ďurčanský angažovat v zajištění odchodu Čechů ze Slovenska. Tato otázka byla upravena v prosinci vládním nařízením, které stanovilo, že 9000 českých státních zaměstnanců bude ze Slovenska přeřazeno do obvodu země České nebo země Moravskoslezské, slovenská strana naopak Čechům garantovala rovné postavení. Situace se proměnila po vyhlášení samostatného Slovenského státu v březnu 1939. Do konce června 1939 bylo nuceno Slovensko opustit 62–63 000 osob české státní příslušnosti.

## Ústavní zákon oautonomii
Návrh ústavního zákona připravilo vedení HSĽS již v červenci 1938 a Národnímu shromáždění návrh předložili již 17. srpna 1938. Navrhovateli ústavního zákona o autonomii Slovenska byli poslanci Andrej Hlinka (zemřel v srpnu 1938), Karol Sidor, Martin Sokol a Jozef Tiso. Návrh ústavního zákona byl přijat hlasy 144 poslanců (potřeba bylo 180) a v Senátu hlasy 78 senátorů (potřeba bylo 90). Návrh ústavního zákona získal ústavní většinu z počtu poslanců vypočtených poté, co 69 poslanců a 33 senátorů přišlo protiústavně o své mandáty. Z hlediska právní teorie lze říci s ohledem na skutečnost, že ústavní zákon nezískal ústavní většinu, že tento zákon byl přijat protiústavní cestou a nikdy neměl tvořit součást československého právního řádu jako prvek ústavního pořádku.